# U Press
U Press er et dansk forlag. Det udgiver akademiske bøger, herunder bogserien Babette. Under imprintet Café Monde har forlaget siden 2021 også udgivet skønlitterære værker.
Forlaget er grundlagt i 2013 af ph.d. i nordisk litteratur Mads Julius Elf.
Blandt forlagets faglitterære forfattere er Pil Dahlerup, Thomas Bredsdorff, Keld Zeruneith, Johs. Nørregaard Frandsen, Else Marie Bukdahl, Mikael Rothstein, Cathrine Hasse, Lars Qvortrup, Tine Lindhardt, Per Øhrgaard, Jes Olesen. Blandt skønlitterære forfattere er Erik Fosnes Hansen, Christine Wunnicke, Eugen Ruge og Sigrid Nunez.
- Christine Wunnicke, tysk forfatter
- Sigrid Nunez
- Eugen Ruge